# Feletoa
Feletoa ist ein Ort in der Inselgruppe Vavaʻu im Norden des pazifischen Königreichs Tonga im Distrikt Leimatuʻa.
Feletoa hat 476 Einwohner (Stand 2021).

## Geographie
Der Ort liegt südöstlich des Hauptortes Leimatuʻa und nördlich der Bucht Vaipuua. Im Südosten schließt sich Mataika an.
Im Ort gibt es eine Kirche der „Church of Jesus Christ of Latter-day Saints“.

## Klima
Das Klima ist tropisch heiß, wird jedoch von ständig wehenden Winden gemäßigt. Ebenso wie die anderen Orte der Vavaʻu-Gruppe wird Feletoa gelegentlich von Zyklonen heimgesucht.

## Persönlichkeiten
- Taina Halasima (* 1997), Sprinterin